# Иннокентьевка (Бурятия)
Инноке́нтьевка — село в Кижингинском районе Бурятии. Входит в сельское поселение «Среднекодунский сомон».

## География
Расположено в 16 км к северо-востоку от районного центра, села Кижинга, в 7,5 км к западу от центра сельского поселения, улуса Улзытэ, по южной стороне автодороги местного значения Кижинга — Хуртэй, на правом борте долины реки Худан (Кодун), в 1,5 км севернее основного русла.

## Население
| 2002 | 2010 |
| ---- | ---- |
| 222  | ↘144 |